# Wanniyala hakgala
Wanniyala hakgala är en spindelart som beskrevs av Huber och Benjamin 2005. Wanniyala hakgala ingår i släktet Wanniyala och familjen dallerspindlar.
Artens utbredningsområde är Sri Lanka. Inga underarter finns listade i Catalogue of Life.